# Липки (остановочный пункт)
Липки (пол. Lipki) — остановочный пункт в селе Липки в гмине Скарбимеж, в Опольском воеводстве Польши. Бывшая промежуточная станция (по 2003 год). Имеет 2 платформы и 2 пути.
Пассажирская и грузовая станция была построена на железнодорожной линии Ополе — Бжег — Вроцлав в 1842 году, когда эта территория была в составе Королевства Пруссия.
Нынешнее название с 1947 года.